# Sakhānu
Sakhānu är en ort i Indien.   Den ligger i distriktet Budaun och delstaten Uttar Pradesh, i den norra delen av landet, 210 km öster om huvudstaden New Delhi. Sakhānu ligger 169 meter över havet och antalet invånare är 8 809.
Terrängen runt Sakhānu är mycket platt. Runt Sakhānu är det tätbefolkat, med 659 invånare per kvadratkilometer. Närmaste större samhälle är Budaun, 13,4 km nordväst om Sakhānu. Trakten runt Sakhānu består till största delen av jordbruksmark.